# Adiantum venustum
Adiantum venustum är en kantbräkenväxtart som beskrevs av David Don. Adiantum venustum ingår i släktet Adiantum och familjen Pteridaceae. Inga underarter finns listade.

## Bildgalleri

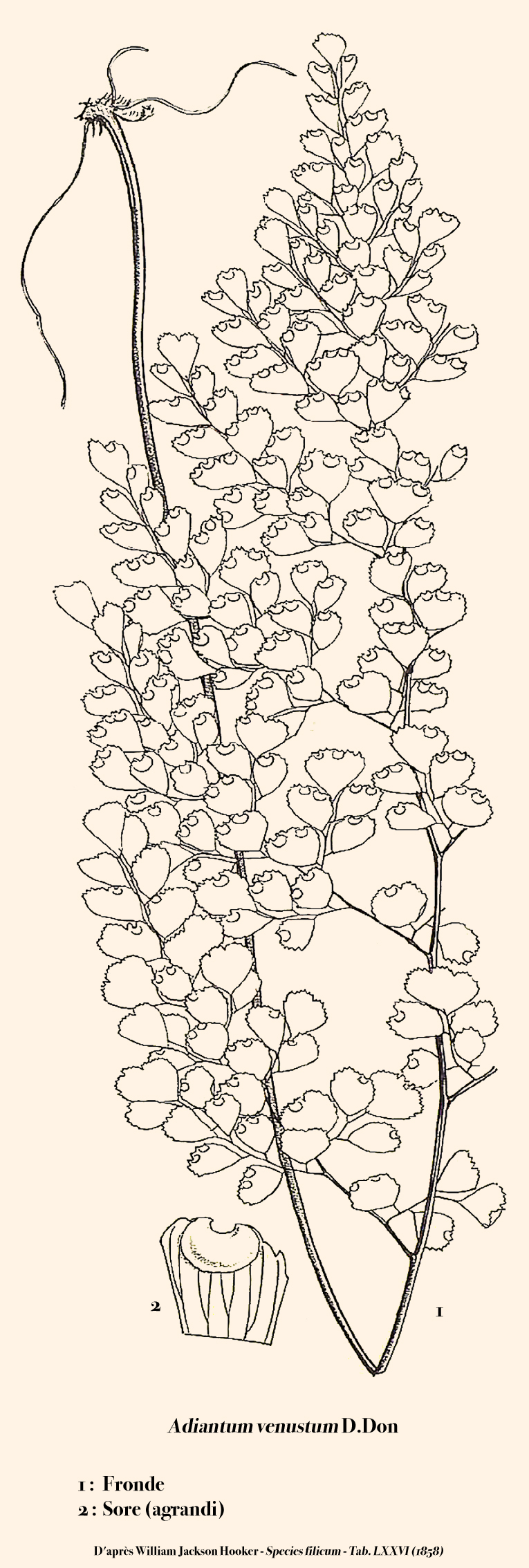
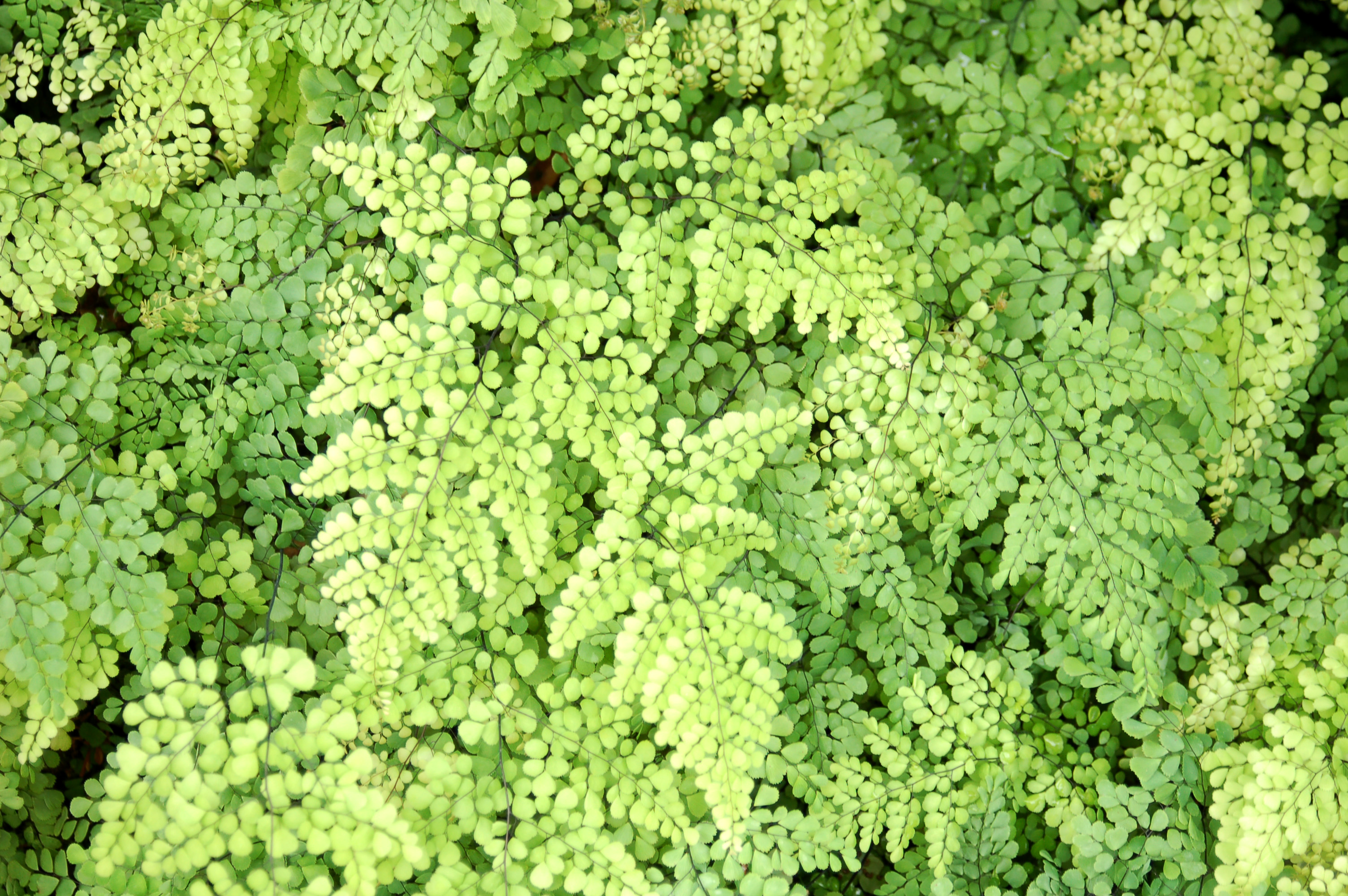
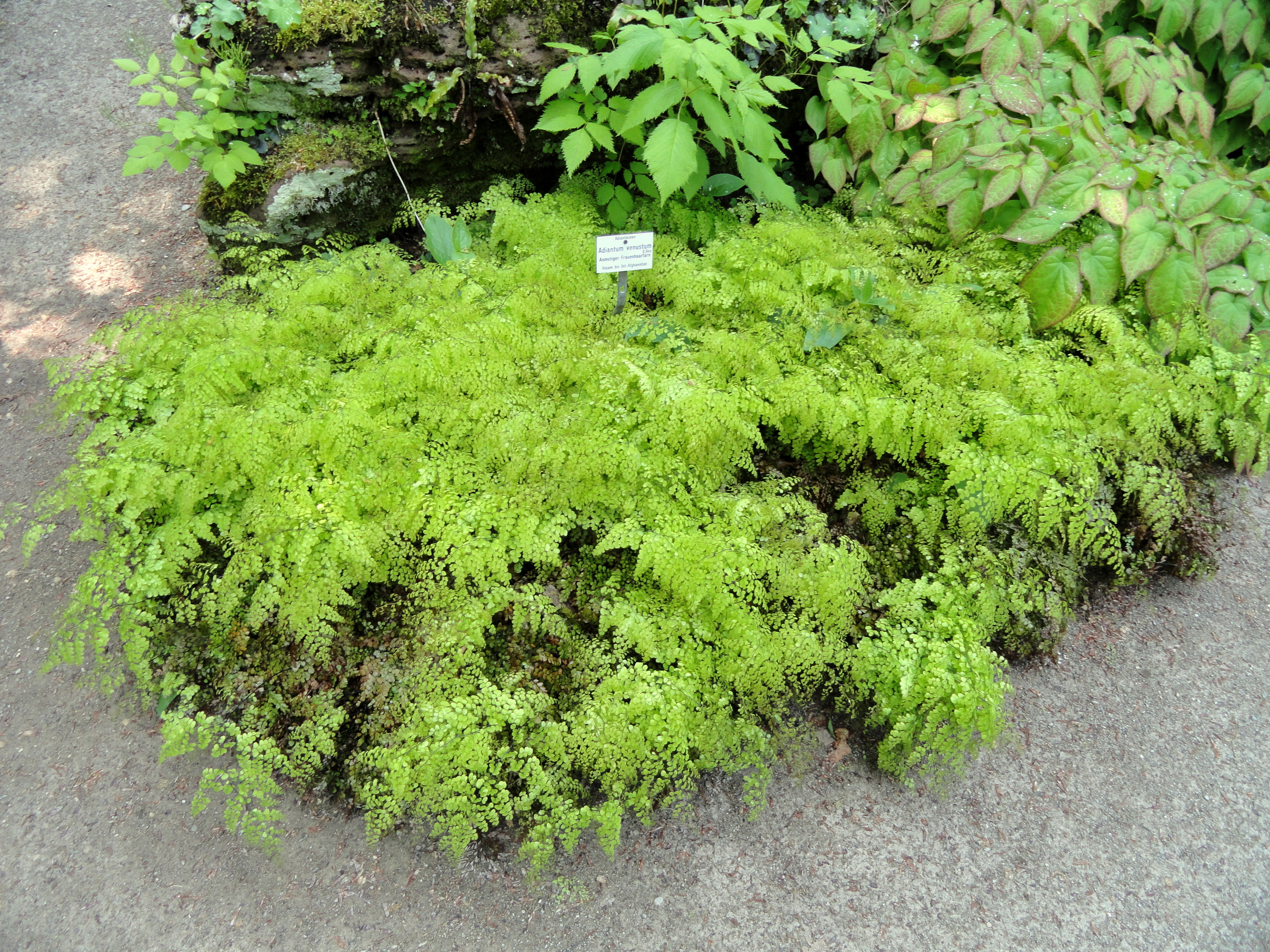
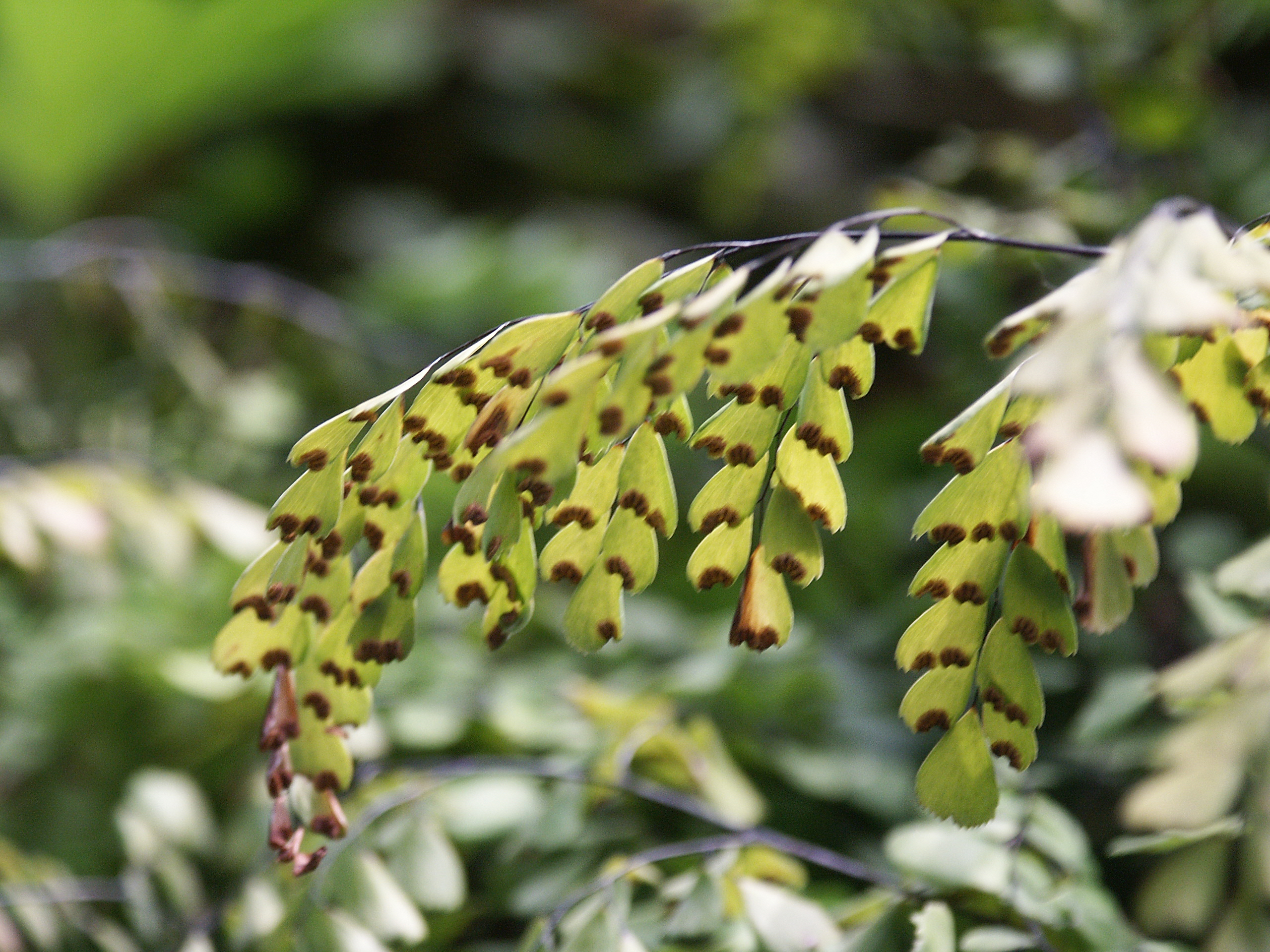
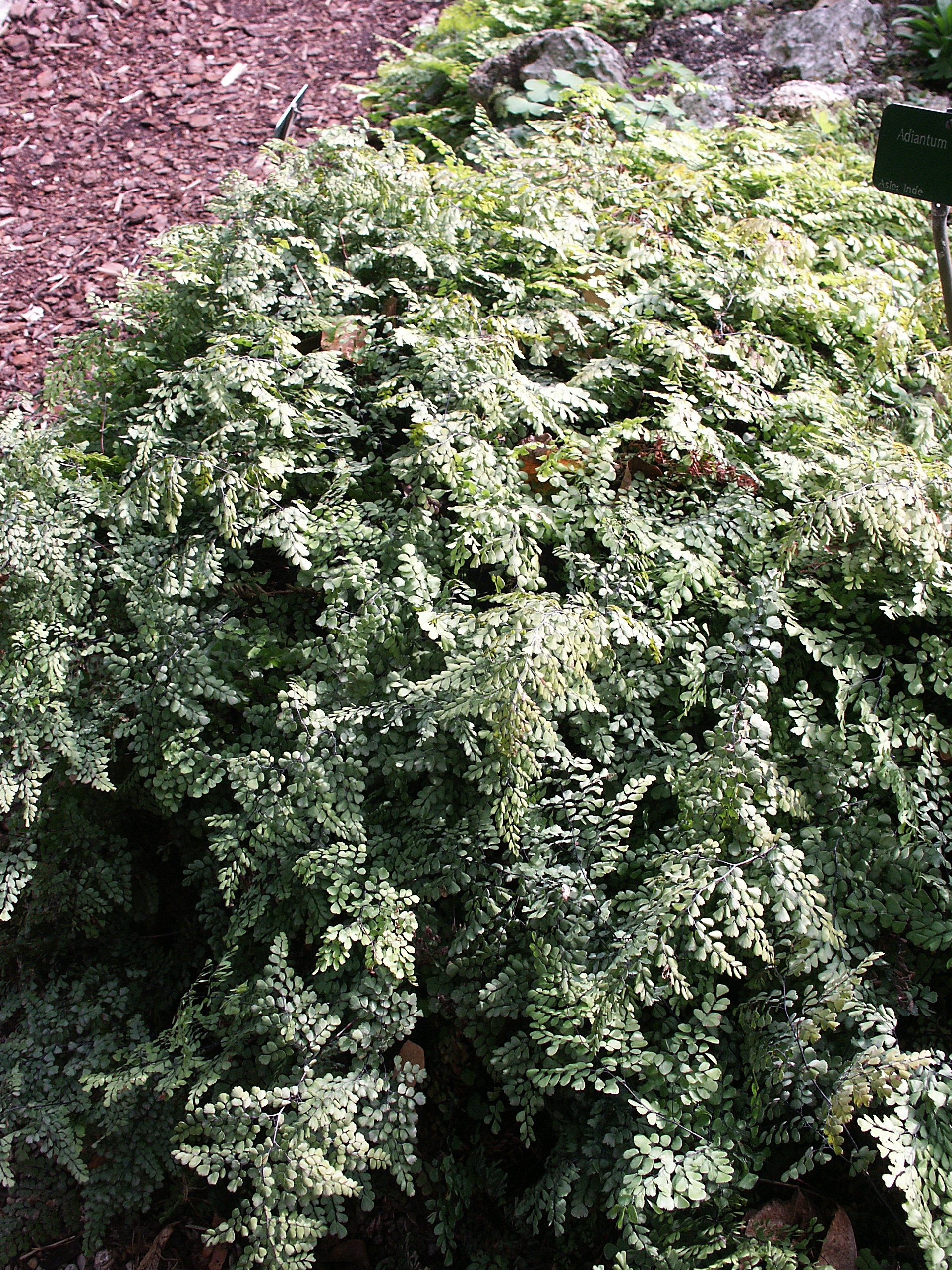
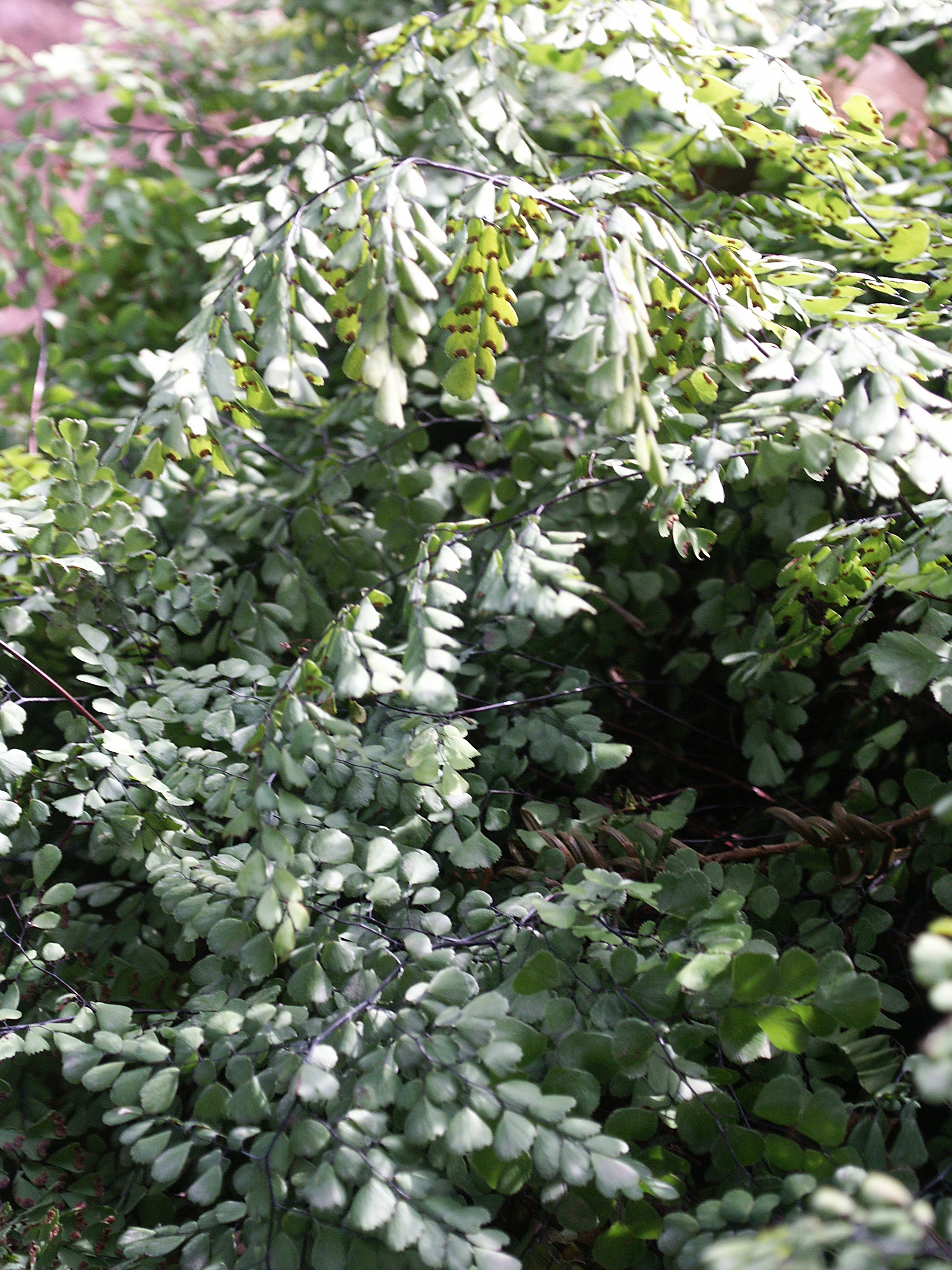